# Unión La Calera
El Club de Deportes Unión La Calera és un club de futbol xilè de la ciutat de La Calera. Va ser fundat el 26 de gener de 1954, després de la fusió dels tres equips de la ciutat. El color que identifica el club és el vermell, present al seu uniforme des de la seva fundació. Disputa els seus partits a l'Estadi Municipal Nicolás Chahuán Nazar.

## Palmarès
- 3 Lliga xilena de segona divisió: 1961, 1984, 2017.
- 2 Lliga xilena de tercera divisió: 1990, 2000.
- Subcampió de la Lliga xilena de futbol: 2020.
- Subcampió de la Segona Divisió de Xile: 1955, 2010.
- Subcampió de la Tercera Divisió de Xile: 1999.

## Jugadors destacats
- Elías Figueroa
- Christiane Endler
- Jorge Socías
- Osvaldo Castro